# Athetis glaucoides
Athetis glaucoides is een vlinder uit de familie uilen (Noctuidae). De wetenschappelijke naam van deze soort is voor het eerst geldig gepubliceerd in 1959 door Emilio Berio.
De soort komt voor in tropisch Afrika.